# Redbird (Oklahoma)
Redbird város az Amerikai Egyesült Államok Oklahoma államában, Wagoner megyében. Lakosainak száma 89 fő (2020. április 1.).

## Népesség
A település népességének változása:
| Lakosok száma | 153  | 137  | 89   |
|               | 2000 | 2010 | 2020 |